# 텔마토사우루스
텔마토사우루스(Telmatosaurus)는 중생대 백악기 후기(약 8,400만년 전~7,400만년 전)에 서식한 초식공룡이다. 몸 전체 길이는 약 5m, 체중은 600kg 정도로 추정된다. 화석은 오늘날의 루마니아 부근에서 발견되었다.

## 생김새
섬의 왜소 발육화의 한 예로, 상대적으로 작은 개체의 텔마토사우루스는 길이가 5미터이고 무게는 500kg 정도로 추정된다.

## 발견과 역사

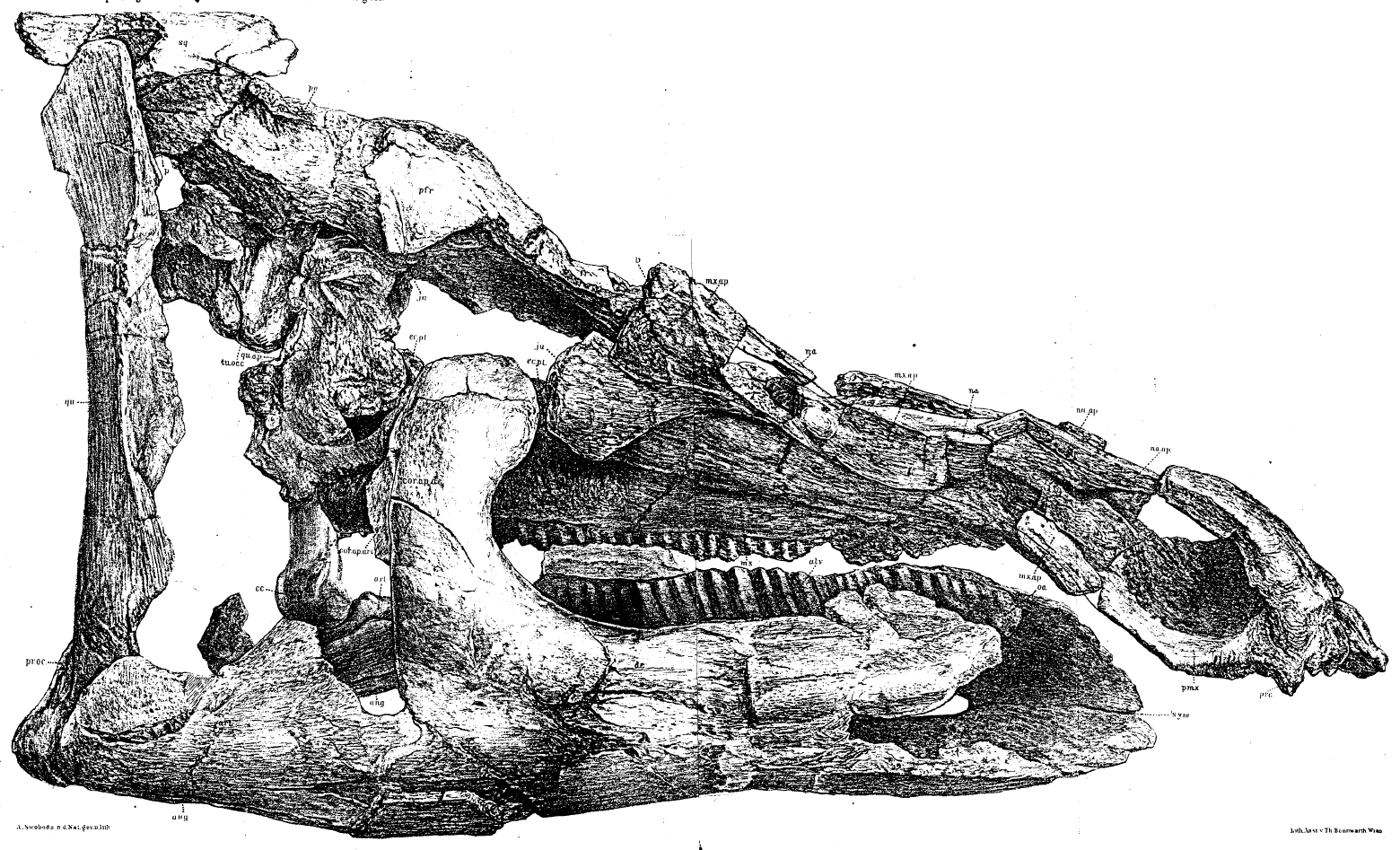
텔마토사우루스의 두개골 완모식표본

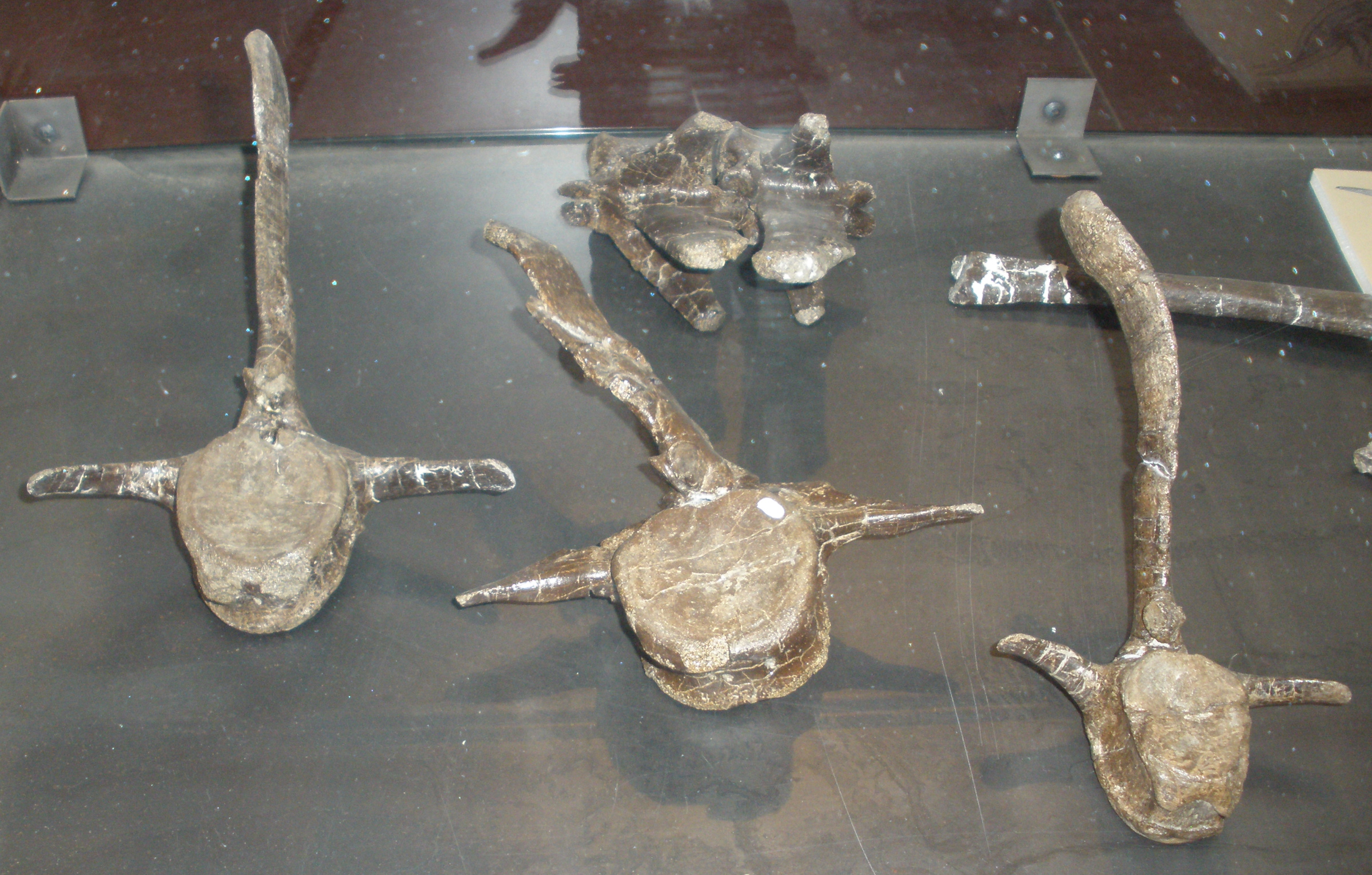
텔마토사우루스 트란실바니쿠스(Telmatosaurus transsylvanicus)의 척추 뼈

1895년 트란실바니아의 어느 농노가 영주의 딸 일로나 노프차를 위해 후네도아라에서 발견한 공룡 두개골을 헌정하였다. 일로나의 오빠인 프란츠 노프차는 그 화석의 발견을 계기로 빈 대학교에서 고생물학을 공부했다. 1899년 프란츠는 그 화석을 림노사우루스 트란실바니쿠스(Limnosaurus transsylvanicus)로 명명했다. 학명은 '늪지 도마뱀'이라는 의미를 가지는데 늪지에 서식하는 하드로사우루스과의 습성을 참고한 것으로 보인다. 종소명은 발견된 지역인 트란실바니아에서 따왔다. 후에 프란츠는 림노사우루스(Limnosaurus)라는 속명은 이미 오스니얼 찰스 마시가 1875년 악어목의 속명(지금은 프리스티캄프수스(Pristichampsus)로 재분류되었다)으로 이미 사용했다는 사실을 알고 속명을 텔마토사우루스(Telmatosaurus)로 재명명했다. Telma는 습지를 뜻한다. 1910년 바넘 브라운이 재명명되었다는 사실을 모르고 헥카타사우루스(Hecatasaurus)로 명명하였지만 지금은 동의어로서만 사용된다. 1915년 프란츠는 이 종의 학명을 바꿔 올소메루스 트란실바니쿠스(Orthomerus Transsylvanicus)로 반려하려 했으나 1980년대부터 올소메루스(Orthomerus)라는 이름은 의문명으로 여겨졌기 때문에 텔마토사우루스라는 속명을 계속 사용하게 되었다.